# Josué
Josué (em hebraico: יְהוֹשֻׁעַ; romaniz.: Yəhōšūʿa; em siríaco: ܝܼܫܘܿܥ; romaniz.: Yīšōʿ) foi assistente de Moisés nos livros de Êxodo e Números, e mais tarde sucedeu Moisés como líder das tribos israelitas no Livro de Josué da Bíblia Hebraica. Seu nome era Oséias (em hebraico: הוֹשֵׁעַ; romaniz.: Hōšēʿa) filho de Num, da tribo de Efraim. Segundo a Bíblia, ele nasceu no Egito antes do Êxodo. A Bíblia Hebraica identifica Josué como um dos doze espiões de Israel enviados por Moisés para explorar a terra de Canaã. Em Números 13:1 e após a morte de Moisés, ele liderou as tribos israelitas na conquista de Canaã e alocou terras às tribos. De acordo com a cronologia bíblica, Josué viveu algum tempo na Idade do Bronze. Segundo Josué 24:29, Josué morreu aos 110 anos.
Oseias significa “salvação”, todavia, seguindo a prática hebreia e semítica de mudar o nome a fim de ratificar a mudança de posição ou destino, Moisés, influenciado pelo Espírito de Deus, muda o nome do primogênito da tribo de Efraim para Yehōshuāh. Com a mudança do nome, altera-se também a função e a responsabilidade dele diante de Deus e do povo de Israel.

## Historicidade
A visão acadêmica predominante é que Josué não é um relato factual de eventos históricos. O cenário aparente de Josué é o século XIII antes de Cristo, que foi uma época de destruição generalizada de cidades, mas com algumas exceções (Hazor, Laquis) as cidades destruídas não são as que a Bíblia associa a Josué e as que ela associa a ele mostram pouco ou nenhum sinal terem sido ocupadas na época. Dada a sua falta de historicidade, Carolyn Pressler, no seu trabalho Westminster Bible Companion, sugere que os leitores de Josué devem dar prioridade à sua mensagem teológica ("o que as passagens ensinam sobre Deus") e estejam cientes do que isso significaria para o público nos séculos VII e VI antes de Cristo. O acadêmico Richard Nelson explicou que as necessidades da monarquia centralizada favoreciam uma única história de origem, combinando a velha tradição do Êxodo do Egito, crença num deus nacional como um "guerreiro divino" e explicações para cidades em ruínas, estratificação social e grupos étnicos, e tribos contemporâneas.

## Biografia
No cânon hebraico, o livro de Josué é o primeiro rolo dos “Livros dos Profetas”; de acordo com a tradição judaico-cristã, é o nome do líder de Israel, sucessor do profeta Moisés. Filho de Num, da Tribo de Efraim, Josué foi ajudante de Moisés durante o êxodo dos israelitas do Egito e os 40 anos pelo deserto do Sinai. Quando Eldade e Medade estavam cheios do Espírito de Deus e profetizando, Josué rogou a Moisés que os proibisse, mas Moisés não o atendeu dizendo: "Quem dera todo o povo do Senhor fosse profeta e que o Senhor pusesse o seu Espírito sobre eles!". Depois da morte de Moisés, Josué liderou o povo de Israel na conquista das cidades-estado da terra de Canaã e foi responsável por conduzir os israelitas à Terra Prometida. A narrativa bíblica deixa claro que Josué foi um dos maiores estrategistas da História da Humanidade, tendo liderado o povo de Israel num conflito com cerca de trinta cidades da terra de Canaã, durante a campanha militar de invasão do seu povo. Nota-se sua inteligência como estrategista de guerra, vendo como comandava o numeroso exército, obedecendo a Deus que lhe mandou fazer juízo contra os povos de Canaã, que dentre outras barbaridades faziam sacrifícios humanos (inclusive de crianças) às suas divindades de barro. Josué teve uma abordagem diferente de outros povos que invadiam e dominavam territórios na Antiguidade, escravizando parte daqueles que eram derrotados e/ou exigindo o pagamento periódico de tributos. A campanha liderada por Josué era para conquistar a Terra Prometida e para isso em muitos momentos precisou executar pessoas. No entanto, para aqueles que voluntariamente declaravam adoração ao Deus dos hebreus, como fez Raabe (de Jericó) e sua família, poderiam conviver com o povo hebreu sem serem molestados.

As destruições das cidades de Jericó e de Ai são contadas minuciosamente na Bíblia, e relatam a liderança de Josué na conquista daquelas cidades-estado. Em relação à cidade de Ai (a segunda a ser invadida), que era uma cidade murada e apresentou uma resistência melhor no primeiro ataque, Josué armou uma emboscada atrás da cidade. Quando instigou o Rei de Ai a sair da cidade com seu exército para persegui-lo com os israelitas, Josué tinha deixado um grupo de cinco mil homens escondidos atrás da cidade, que a invadiram nesse momento, e a incendiaram. Em seguida cercaram o Rei de Ai com seu exército, que só nesse momento viu que tinham caído em uma armadilha e estavam cercados de ambos os lados pelos inimigos. O exército de Ai foi inteiramente derrotado pelos israelitas mas o Rei de Ai foi capturado vivo e conduzido a Josué. Após isso, os israelitas voltaram à cidade de Ai e mataram toda a população, não parando até que foram mortos todos os habitantes. Segundo a Bíblia, o total de mortos da cidade foi de doze mil. Em seguida, Josué ordenou que a cidade fosse incendiada, transformando-a em um monte de cinzas. O Rei de Ai foi executado após a total destruição de sua cidade, sendo depois enforcado numa árvore.

## Batalha contra os Amalequitas
Josué liderou o povo hebreu na luta contra os Amalequitas. Quando os israelitas estavam acampados em Refidim, pouco depois da sua milagrosa libertação da potência militar egípcia no Mar Vermelho, os Amalequitas lançaram um ataque não provocado contra eles. Josué foi então designado por Moisés para ser o comandante na luta contra os Amalequitas, e Moisés treinou os Hebreus. Sob a hábil liderança dele, os israelitas, com ajuda divina, derrotaram o adversário. Subsequentemente, Jeová decretou a derradeira aniquilação dos Amalequitas, mandando que Moisés fizesse um registro escrito disso e o propusesse a Josué. — Êx 17:8-16.

## Os 12 Espiões
Moisés enviou dali 12 homens sendo um deles Josué para espiar a Terra Prometida, depois de quarenta dias caminhando e observando a Terra Prometida, os doze espiões retornam ao arraial do povo de Israel e diante de toda congregação liderada por Moisés e Arão, relatam o que viram e ouviram e provaram. Quarenta dias depois, somente Josué e Calebe apresentaram um relatório favorável.
Os pontos iniciais são comuns a todos os espias, todos concordam que a terra é muito boa, produtiva, que mana leite e mel, que é produtiva, que tem fontes de águas, que tem uvas maravilhosas, eles apresentam o fruto da terra. Entretanto a conclusão de dez espias é completamente antagônica à de dois deles: Dez dizem: “a terra é boa, mas é terra que devora os seus moradores” fazendo referência a possível competitividade entre nações vizinhas ou rituais pagãos de sacrifícios humanos, como ao deus Amonita Moloque em que sacrificavam seus próprios recém-nascidos, jogando-os em uma fogueira. Há também relatos de gigantes na terra, e que as cidades são muito grandes e fortificadas”, o relato dos dez espias foi tão assustador à nação que para eles era preferível voltar a ser escravos do que lutar e vencer gigantes na busca da concretização da promessa Divina. Porem dois dos espias, Josué e Calebe, cuja conclusão era favorável; estabeleceram o critério que prevaleceu na vida de toda uma geração que tomou a terra de Canaã.
Perto do fim da peregrinação de Israel no deserto, Moisés e Aarão nomeiam Josué como sucessor. Na própria presença do filho de Arão, Eleazar, o novo sumo sacerdote, e diante da assembleia de Israel, Moisés impôs as mãos sobre Josué designando seu sucessor.

## Batalha de Jericó
Heb. Yerichô, “cidade do (deus) lua”, ou “lugar da fragrância”; Gr. Iericho. Uma cidade importante no vale do Rio Jordão, por vezes apelidada de “a cidade das palmeiras” localizada cerca de 13 km a norte do Mar Morto e 24 km a nordeste de Jerusalém em linha reta, na base das montanhas da Judeia, na zona mais alta do Vale do Jordão.  Possui um clima quase tropical. Por isso crescem ali palmeiras e atualmente também bananeiras. Embora as escavações efetuadas mostrem que Jericó é uma das mais antigas cidades do mundo, não é mencionada em nenhum registro antigo, para além da Bíblia. Quando os israelitas invadiram Canaã, Jericó, que se situava na principal estrada que ligava o Este ao Oeste, foi o seu primeiro obstáculo, uma vez que foi a primeira cidade a ser conquistada na Terra Prometida, Josué declarou que os seus tesouros seriam dedicados a Deus como oferta (Josué 6:17–19). A história da queda de Jericó é bem conhecida, acreditava-se que as muralhas de Jericó eram impenetráveis, na primeira das sangrentas batalhas para conquistar a Terra Prometida foram enviados homens para espiar a terra, as forças de Josué se infiltram em Jericó para analisa-la a partir do seu interior, no entanto, uma prostituta de nome Raabe é contatada, ela mostrou-se hospitaleira para com eles, protegendo-os e ajudando-os a escapar quando foram perseguidos pelos habitantes de Jericó. Como recompensa por tê-los ajudado e também pela sua demonstração de fé no Deus dos israelitas, pois todos em Jericó já sabiam de como haviam atravessado o Mar Vermelho e vencido os Amalequitas; os espiões prometeram então poupar a vida de Raabe e sua família. Depois que o exército israelita atravessou o Jordão, acamparam em Gilgal, perto de Jericó (Josué 5:10) e marcharam em volta de Jericó uma vez por dia durante seis dias. No sétimo dia marcharam em volta da cidade sete vezes e depois, ao sinal das trombetas, gritaram. Nesse momento, os muros da fronteira ruíram (Josué 6:8–21). Os israelitas entraram na cidade, e a destruíram completamente, com exceção de Raabe e sua família; os exércitos de Josué queimaram e destruíram toda a cidade. Josué, então, pronunciou uma maldição sobre todo aquele que tentasse reconstruir Jericó no futuro: "Maldito diante do Senhor seja o homem que se levantar e reedificar esta cidade de Jericó; com a perda do seu primogênito a fundará, e e pela perda do seu filho mais novo lhe porá as portas." (Josué 6:26).
Na Bíblia, em no Livro de Josué 14:6–14, vemos que Josué já estava exercendo o seu chamado, quando ele liberou a bênção e deu a Calebe a sua parte na terra, que lhe era por herança.
Os arqueólogos John Garstang e Bryant Wood, após apuradas escavações e comparações entre documentos antigos, determinaram que a queda de Jericó ocorreu por volta de 1400 a.C. (Fim do período da Idade do Bronze Antigo I). Certos documentos que foram descobertos em Tel-el-Armana, no Egito, e em Ugarite, na Síria Ocidental, confirmam a data afirmada pelos dois arqueólogos, pois referem-se aos “Habirus” em Canaã, bem próximo de 1400 a.C.

## Batalha de Gibeom
Depois da morte de Moisés, Josué assumiu a liderança do povo hebreu e era uma liderança espiritual e administrativa, ou seja, Josué era o homem que "falava diretamente com Deus", e assim guiava o povo e também administrava todo o exército, era uma espécie de juiz que julgava os conflitos e também era o grande estrategista de guerra, Josué era um soldado que liderava os guerreiros de Israel em todas as batalhas. No tempo do profeta Josué, Gibeom era habitada pelos heveus, uma das sete nações cananeias, assim, depois da destruição de Jericó e de Ai, os homens de Gibeom, evidentemente representando também as outras três cidades heveias de Quefira, Beerote e Quiriate-Jearim, enviaram uma delegação a Josué em Gilgal, pedindo paz. Os gibeonitas também eram chamados amorreus, visto que este nome às vezes parece ter sido aplicado de modo geral a todos os cananeus. Porém, todos já destinados à destruição, pois antes de pelejar contra o numeroso exército de Gibeom, Josué havia consulta à Deus: “E o Senhor disse a Josué: Não os temas, porque os tenho dado na tua mão; nenhum deles te poderá resistir."(Josué 10:8) Ao receber esta resposta, Josué reuniu os homens de guerra de Israel e marchou contra Gibeom. E viajou durante toda a noite com o objetivo de pegar os exércitos inimigos de surpresa e foi o que aconteceu. O povo hebreu perseguiu seus inimigos que fugiram deles, segundo a Bíblia o próprio Deus lançou sobre os Amorreus grandes pedras que caíram do céu e morreu mais gente da saraivada de pedras do que mortos à espada pelo exército de Israel, porém se anoitecesse os exércitos dos Amorreus fugiriam da presença dos hebreus.

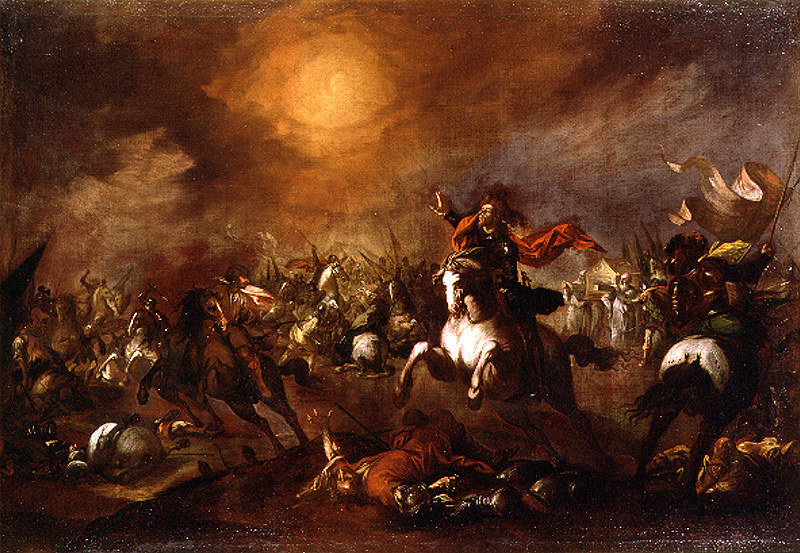
Josué ora e o Sol para

## Josué orou e o Sol parou
Então, Josué falou ao Senhor: No dia em que o Senhor entregou os amorreus nas mãos dos filhos de Israel; e disse na presença dos israelitas: Sol, detém-te em Gibeom, e tu, oh lua, no vale de Aijalom. E o sol se deteve, e a lua parou até que o povo se vingou de seus inimigos. Não está isto escrito no livro de Jasher (Livro dos Justos)? O sol, pois, se deteve no meio do céu e não se apressou a pôr-se, quase um dia inteiro. Não houve dia semelhante a este, nem antes nem depois dele, tendo o Senhor assim, atendido à voz de um homem; porque o Senhor pelejava por Israel. Js 10.12-14
Depois disso, Gibeom passou a ser uma das cidades do território da tribo de Benjamim, designadas aos sacerdotes arônicos. O benjamita Jeiel, pelo que parece, ‘tornou-se pai’, ou fundador, duma casa ali. Um dos poderosos de Davi, Ismaías, era gibeonita, e o falso profeta Hananias, contemporâneo de Jeremias, procedia de Gibeom.